# Kristine Norelius
Kristine Lee Norelius (ur. 26 grudnia 1956 w Seattle) – amerykańska wioślarka, złota medalistka olimpijska i trzykrotna medalistka mistrzostw świata.

## Kariera
Wystąpiła na igrzyskach olimpijskich w Los Angeles w 1984, gdzie osada USA w składzie: Jeanne Flanagan, Holly Metcalf, Carol Bower, Carie Graves, Shyril O’Steen, Kristine Norelius, Kristen Thorsness, Kathy Keeler i Betsy Beard zdobyła złoty medal w ósemkach. W wyścigu finałowym o 1,07 sekundy wyprzedziły Rumunki, a o 3,12 sekundy pokonały osadę Holandii. Był to jej jedyny start olimpijski. W 1980 znalazła się w reprezentacji USA na igrzyska olimpijskie w Moskwie, jednak ostatecznie nie wystartowała, z uwagi na bojkot zawodów przez USA.
W tej samej konkurencji zdobyła również srebrne medale na mistrzostwach świata w Monachium (1981), mistrzostwach świata w Lucernie (1982) i mistrzostwach świata w Duisburgu (1983).
Kształciła się na University of Washington. Po zakończeniu została nauczycielką, specjalizującą się w pedagogice specjalnej.
Jej brat, Mark Norelius, także był wioślarzem.